# Вахтенбург
Вахтенбург (нем. Wachtenburg) — руины средневекового замка около города Вахенхайм-ан-дер-Вайнштрасе в районе Бад-Дюркхайм в земле Рейнланд-Пфальц, Германия. С высоты замка открываются прекрасные виды на долину Рейна и окрестные селения. По своему типу относится к замкам на вершине.

## История

### Ранний период
Вахтенбург построен в XII веке. Вероятно, по приказу рейнского пфальцграфа Конрада Швабского из могущественной династии Гогенштауфенов. Первое письменное упоминание замка встречается в документах 1257 года. В 1273 году он был куплен Рудольфом I из не менее влиятельной династии Габсбургов. Причём замок потребовался Рудольфу I не для себя, а в качестве приданого для своей дочери. Её сын, рейнский пфальцграф Рудольф I, передал в 1277 году Вахтенбург в качестве феода графу Эмиху IV фон Лайнинген-Ландек.
В 1375 году графы фон Лейнинген начали войну с союзом городов Майнц, Вормс и Шпайер. В ходе боевых действий замок Вахтенбург и город Вахенхайм серьёзно пострадали. Позднее замок был восстановлен и в 1410 году перешёл в собственность пфальцграфа Стефана Зиммерн-Цвейбрюккенского. Здесь до самой смерти в 1439 году проживала Анна фон Вельденц, жена пфальцграфа.  В 1470 году Вахтенбург был почти полностью разрушен курфюрстом Пфальца Фридрихом I. В последующие годы крепость восстановили лишь частично.

### Эпоха Ренессанса
Во время Войны Аугсбургской лиги в 1689 году замок захватили французские войска. Французы в том же году решили взорвать крепость. Больше всего пострадала цитадель, включая бергфрид. Из бывших мощных укреплений уцелели лишь несколько второстепенных зданий.
Едва обитаемый замок в 1718 году перешёл как наследственное владение министра Пфальцского курфюршества Иоганна Фердинанда фон Зикингена (1664—1719). Его потомки продали крепость в 1796 году Филиппу цу Вахенхайму.

### XIX и XX века
В 1864 году руины замка и окрестные земли за 8000 гульденов приобрёл предприниматель Людвиг Хайм из Вахенхайма. Он проводил археологические раскопки и начал благоустраивать территорию вокруг. Однако попытка Лювига Хайма получить грант на восстановление замка Вахтенбург была отклонена властями.
В 1878 году руины продали с аукциона гражданину Вормса. Через пять лет в 1883 году Вахтенбург купил политик Альберт Бюрклин. Но и у него не хватало средств на реновацию бывшей мощной крепости.  Потомки Бюрклина владели замком до 1984 года, пока наконец не преподнесли его в дар городу Вахенхайм. Группа энтузиастов в конце XX века взяла руины в аренду и начались постепенные ремонтные работы. За прошедшие годы на восстановительные работы и мероприятия по предотвращению разрушения сохранившейся каменной кладки было потрачено 400 тысяч евро. В частности была полностью заменена прежняя стальная лестница, прослужившая почти сто лет.

## Современное состояние
Вахтенбург является популярной достопримечательностью региона. Замок, расположенный на западном краю Рейнской впадины прямо над городом Вахенхайм-ан-дер-Вайнштрасе, часто называют «балконом Пфальца» из-за уникального вида на Рейнскую равнину. Ежегодно руины посещают тысячи туристов чтобы полюбоваться открывающейся панорамой.
При замке работает ресторан, оформленный в виде средневековой таверны. В июне Вахтенбург становится одним из центральных мест на Вахенхаймском фестивале вина и пива.

## Расположение
Вахтенбург расположен на высоком горном отроге скалистого хребта Хаардт, идущего параллельно течению Рейна. Замок находится на высоте 232 метра над уровнем моря.

## Описание
Замковый комплекс гораздо больше, чем можно предположить, глядя на него снизу из долины. Внешняя кольцевая стена нижнего замка со средней высотой восемь метров имеет длину более 400 метров. Более старый верхний замок доминирует над окрестными землями. Цитадель возвышается над нижним замком на 30 метров. Её ядро построено ещё в XII веке.
Фундамент прежнего бергфрида представлял из себя прямоугольник со сторонами 10×11 метров. Это была высокая башня с каменными стенами. Однако после войн и долгих периодов упадка половина кладки башенных стен разрушилась. Но около 1900 года было принято необычное решение: одну из стен бергфрида не стали восстанавливать. При этом саму башню укрепили, а внутри встроили прочную стальную лестницу, которая одновременно стала каркасом башни. На самом верху оборудовали смотровую площадку. Эта конструкция позволяла обозревать живописные окрестности с каждого этажа.
В восточной части нижнего замка находилась графская резиденция. Но от бывшего дворца осталась только часть одной из стен.

## Галерея

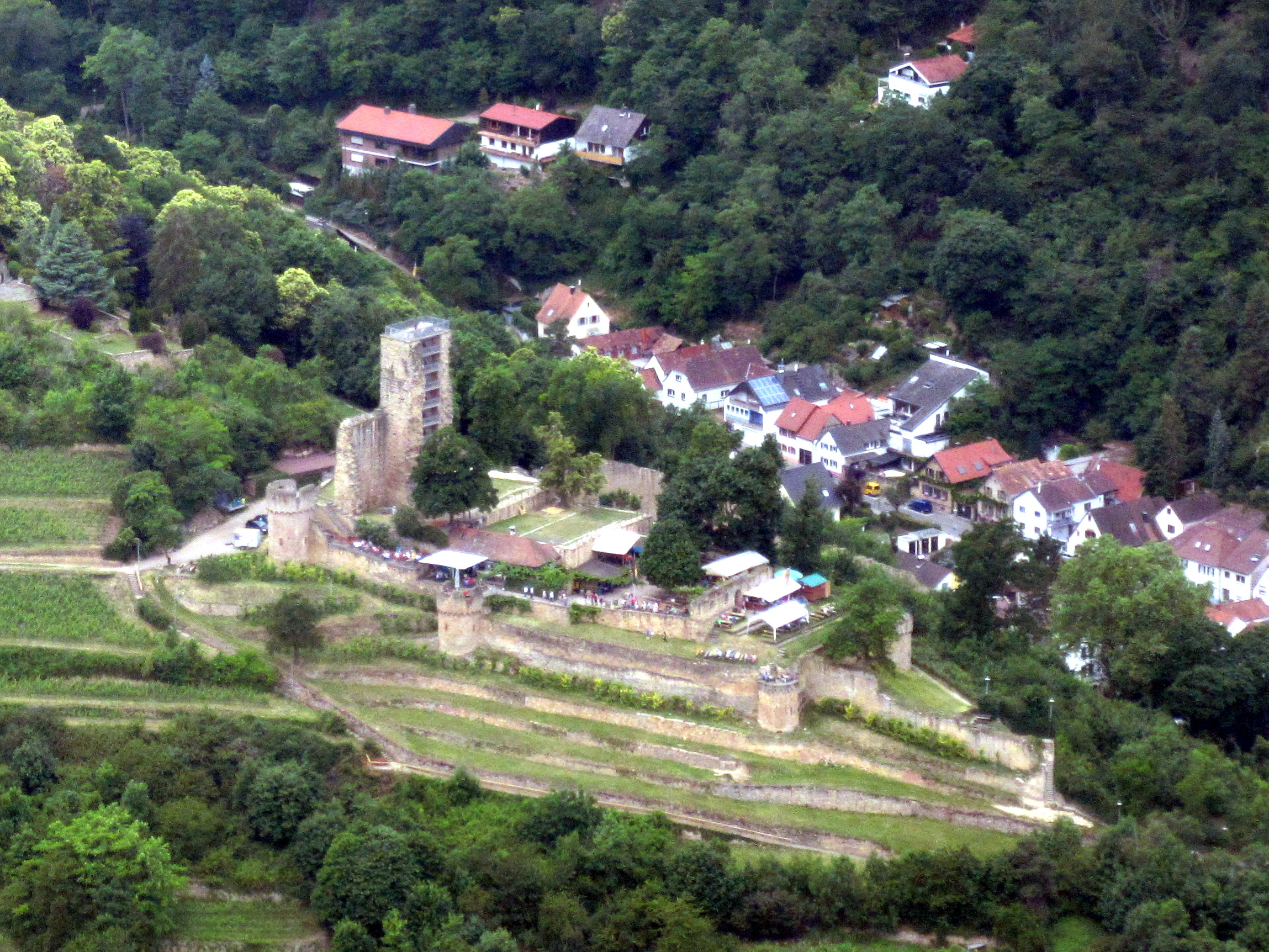
Замок с высоты птичьего полёта
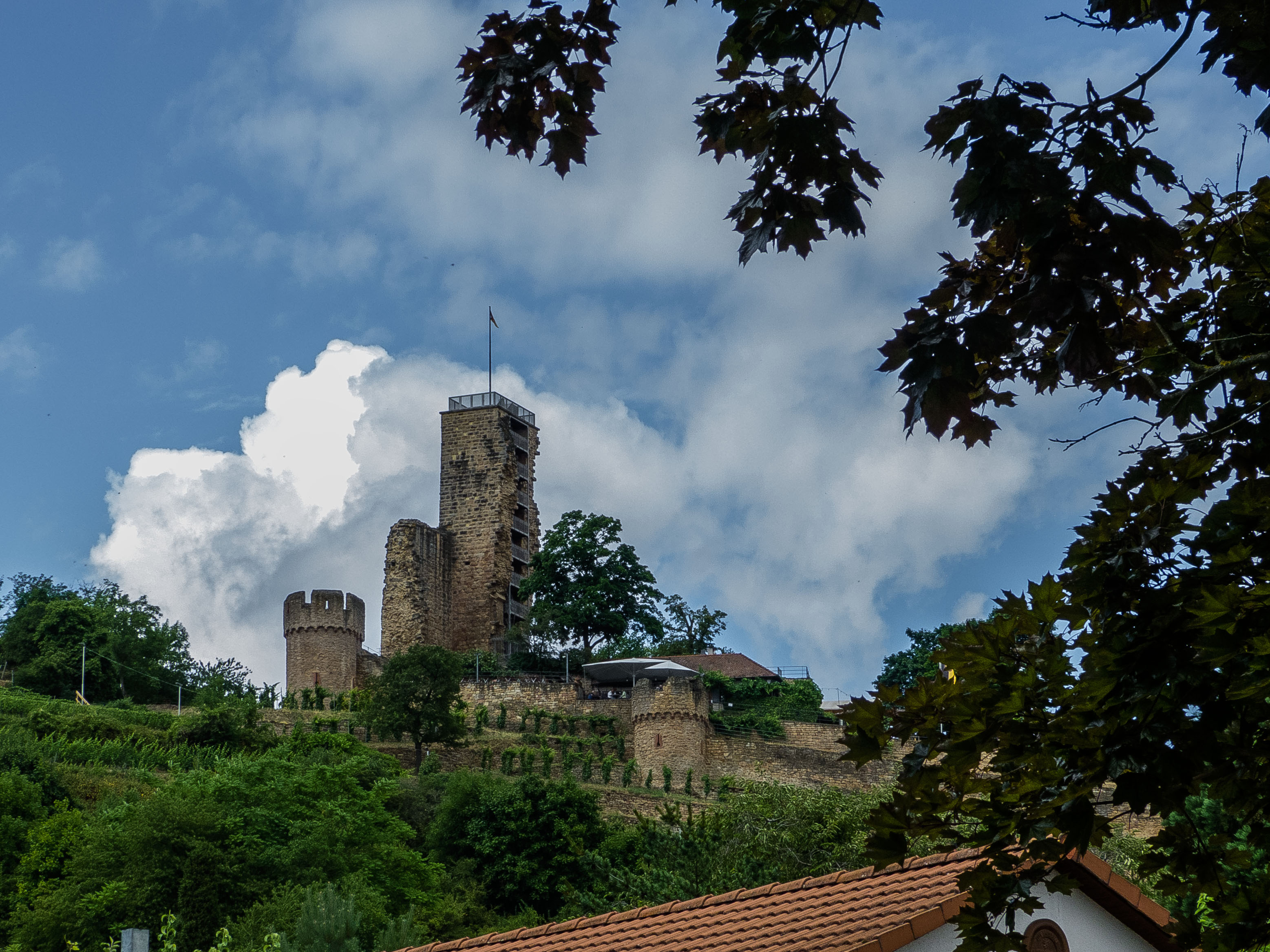
Вид замка снизу
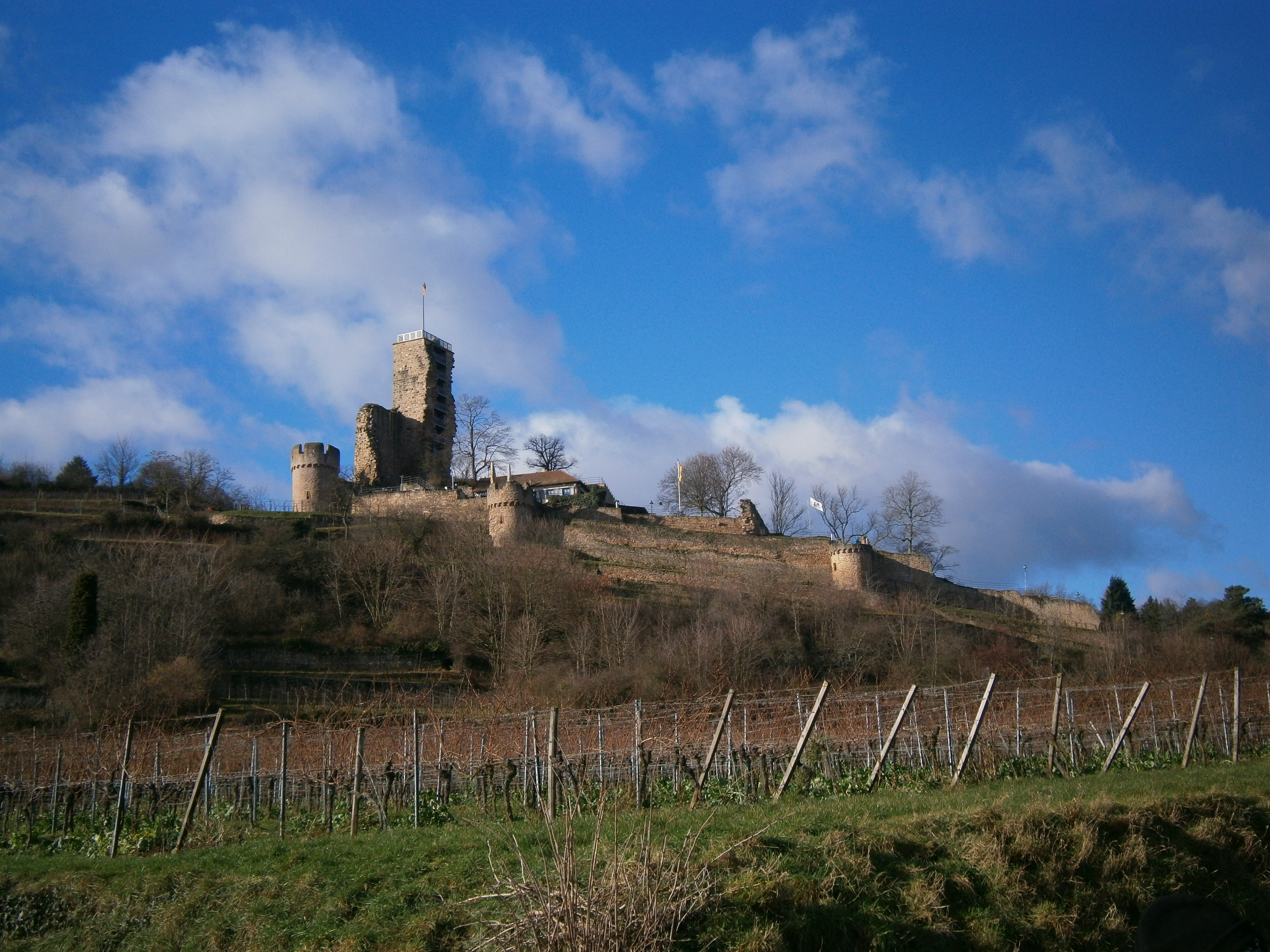
Общий вид крепости
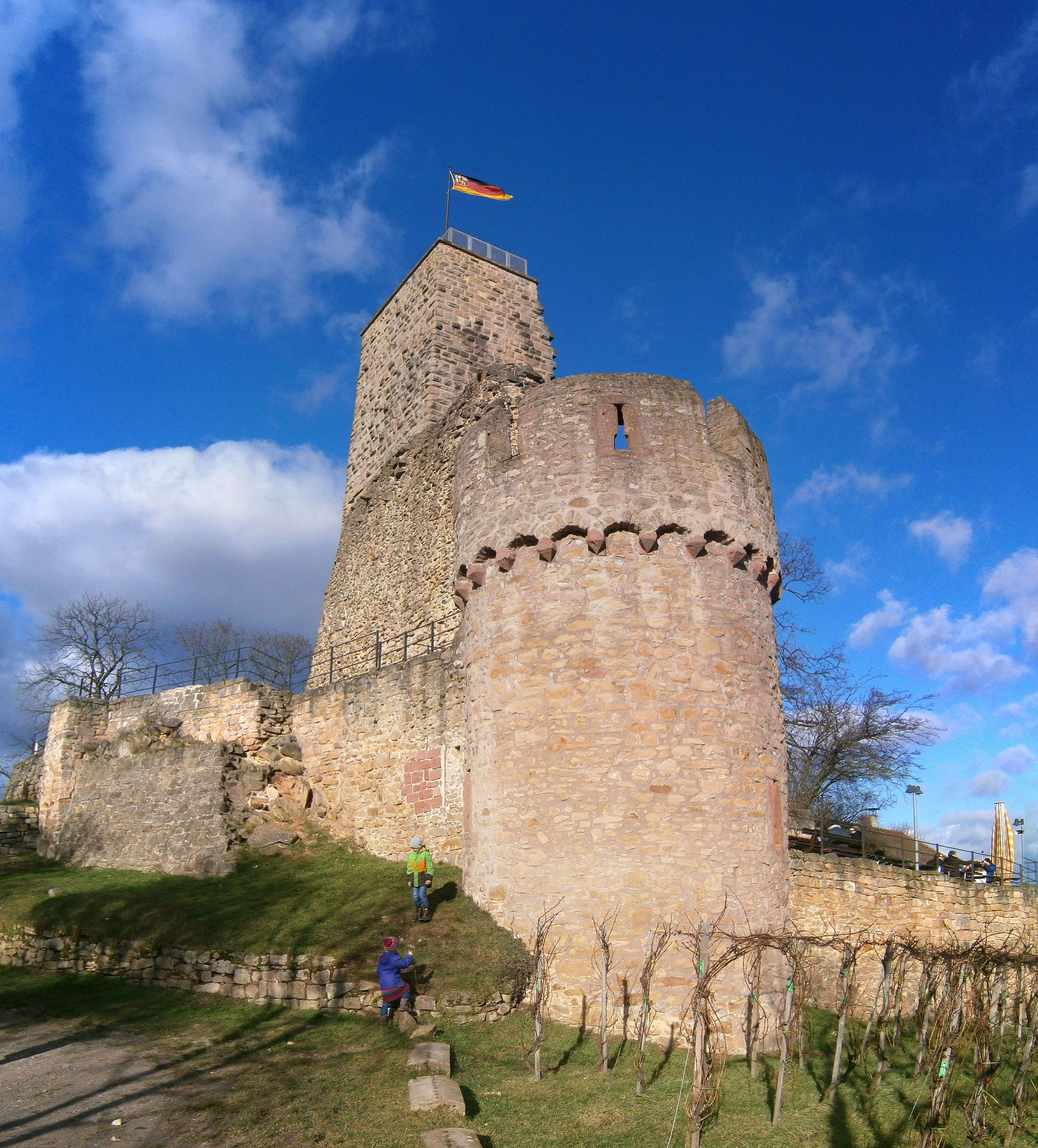
Бергфрид замка Вахтенбург
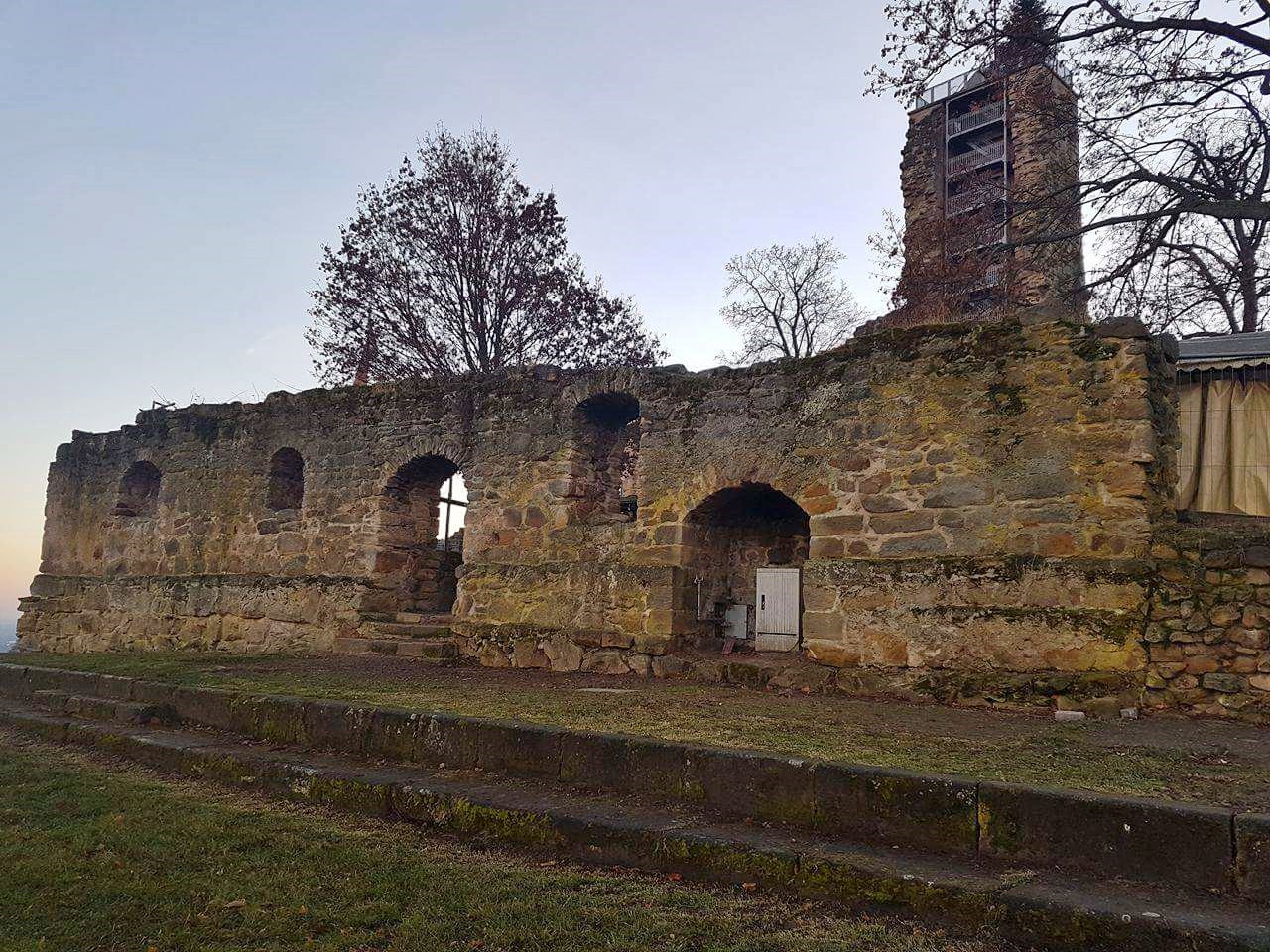
Руины бывшей графской резиденции